# Tongodesmus stilifer
Tongodesmus stilifer är en mångfotingart som beskrevs av Christoph D. Schubart 1963. Tongodesmus stilifer ingår i släktet Tongodesmus och familjen Dalodesmidae. Inga underarter finns listade i Catalogue of Life.